# Martinsburg (Lahnstein)

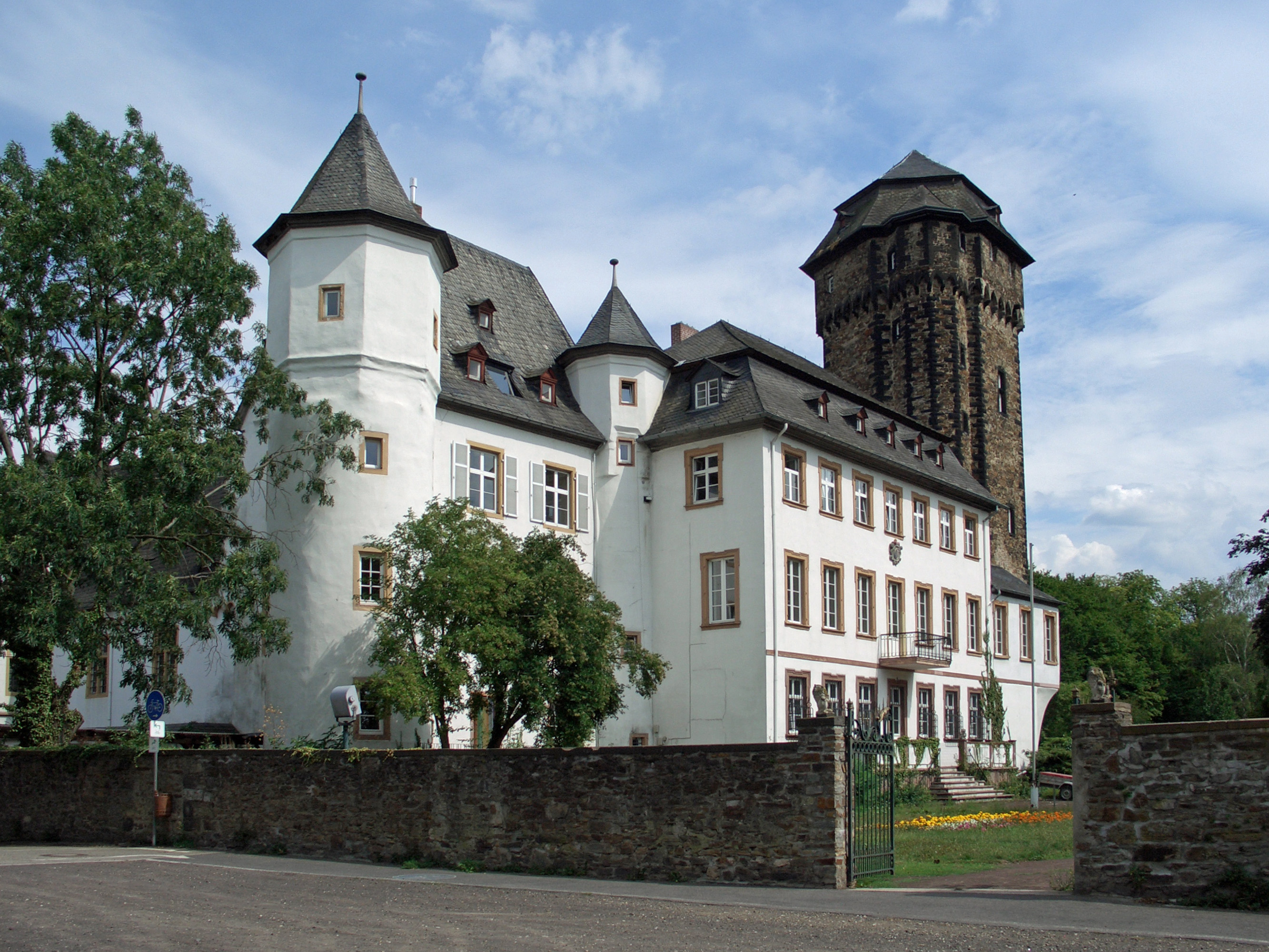
Das Schloss Martinsburg in Lahnstein

Die Martinsburg, auch Schloss Martinsburg oder Martinsschloss genannt, ist eine Schlossanlage in Lahnstein. Sie wurde 1298 als Zollburg der Erzbischöfe von Mainz errichtet und trug ursprünglich den Namen Burg Lahnstein. Der Mainzer Erzbischof erbaute neben der Stadtmauer in Lahnstein auch diese Anlage, die eine der wenigen unzerstörten Burgen am Mittelrhein ist. Sie befindet sich heute in Privatbesitz und beherbergt neben Wohnungen und Büros ein Fastnachtsmuseum sowie eine Münzprägeanstalt.

## Geschichte

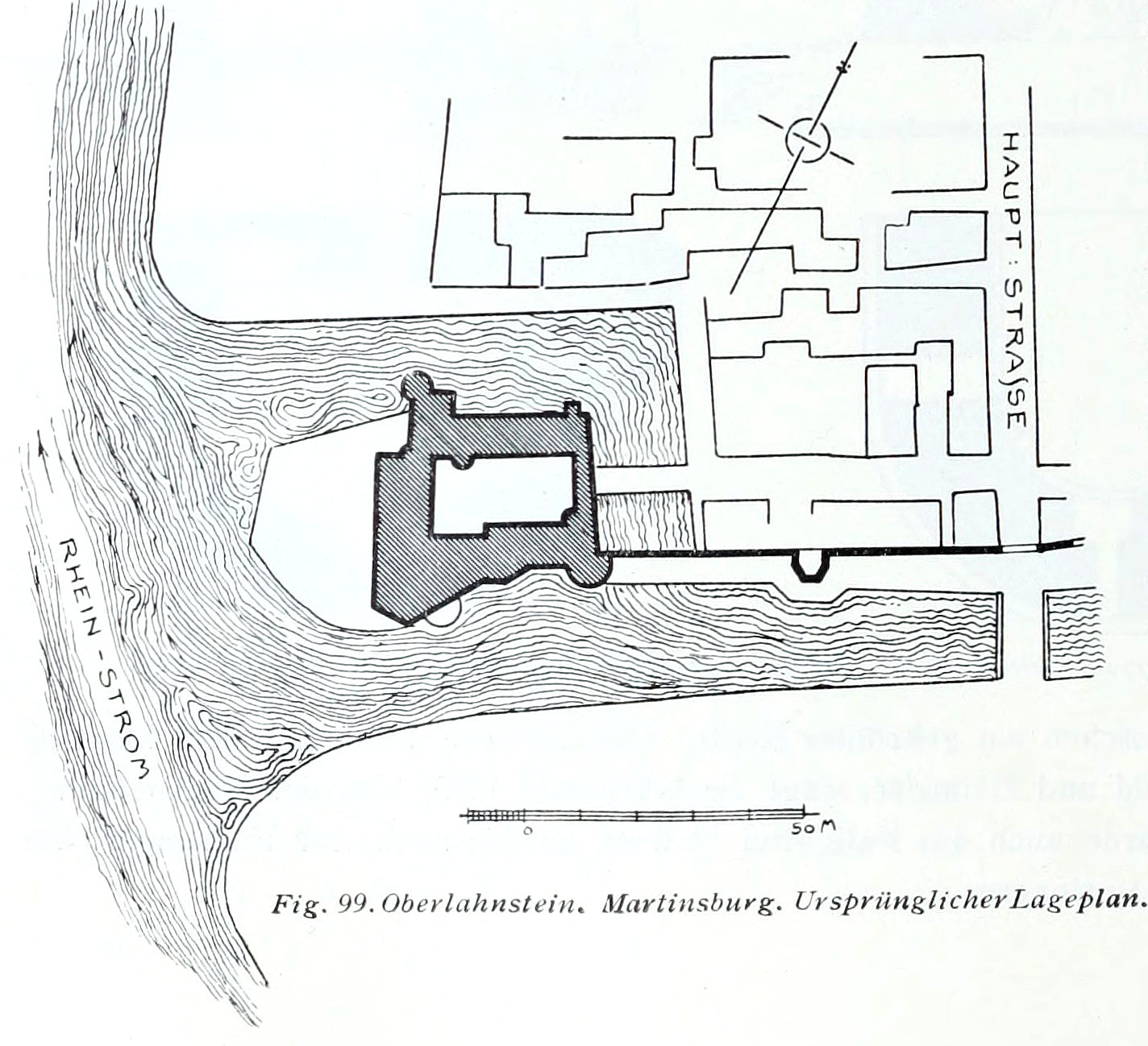
Ursprüngliche Lage der Martinsburg nach Ferdinand Luthmer (1914)

Die Martinsburg wurde am Ende des 13. Jahrhunderts als Stützpunkt zur Wahrnehmung der Mainzer Zollrechte errichtet. Seit 1292 hatte sich das Mainzer Kurfürsten- und Erzbistum mit Erlaubnis des Königs Adolf von Nassau Anteile am Bopparder Reichszoll gesichert. Da sich die kurmainzische Burg Lahneck in einiger Entfernung vom Rhein auf einer Anhöhe erhob, wurde unmittelbar am Rhein ein festes Gebäude errichtet, das die Erhebung des Rheinzolls sichern sollte. Wahrscheinlich stand an diesem Platz zur Überwachung der Schifffahrt schon in der Mitte des 13. Jahrhunderts ein befestigter Bau, der 1244 urkundlich erwähnt wurde.
Die ältesten Teile des Schlosses bilden ein rechteckiger Wohnturm, der mit zwei Ecktürmen versehen ist, sowie die Fundamente des sechseckigen Hauptturms im Süden der Anlage. Der sich an dieser Stelle heute erhebende 28 Meter hohe Bergfried wurde um 1400 erbaut und besitzt einen sich anschließenden Treppen- und Abortturm.
Im Zusammenhang mit der Erbauung der Stadtmauer von Oberlahnstein nach 1324 wurde auch die Martinsburg erweitert. Sie bildete den südwestlichen Eckpunkt der Stadtbefestigung. Zur Stadt hin wurde die Niederungsburg mit einem Wassergraben und einem festen Tor gesichert, an dem noch heute ein Gusserker sichtbar ist. Aus derartigen über das Burgtor herausragenden Bauteilen konnten Angreifer mit heißem Pech oder Öl begossen werden. Die Befestigung zur Stadt hin war notwendig, da diese von Feinden erobert werden konnte und die Burg dann letzter Zufluchtsort für die Mainzer Amtleute blieb. Aber auch eine Erhebung der Stadtbevölkerung gegen ihre bischöflich-kurfürstlichen Herren war nicht unbedingt ausgeschlossen. Als Stadtburg des wirtschaftlich aufstrebenden Oberlahnsteins beherbergte sie den Zollschreiber und das Zollpersonal, Pförtner und Turmwächter sowie weiteres Hilfspersonal.
Die Wasserburg wurde nie zerstört, doch bis zum Ende ihrer Zugehörigkeit zu Kurmainz im Jahre 1803 durch An- und Umbauten verändert. So wurde bereits im 14. Jahrhundert der Nordwestflügel hinzugefügt, dem 1497 der heutige Südostflügel folgte. In den Jahren 1719 bis 1721 wurde dann die seinerzeit noch bestehende, rheinseitig gelegene Lücke zwischen mittelalterlichem Wohnturm und Bergfried durch einen dreistöckigen Mittelbau im Stil des Barock geschlossen.
Als gelegentliche Nebenresidenz der Mainzer Kurfürsten konnte Schloss Martinsburg die Burg Lahneck seit dem Ausgang des Mittelalters in der Bedeutung weit hinter sich zurücklassen.

## Denkmalschutz
Das Schloss Martinsburg ist ein geschütztes Kulturdenkmal nach dem Denkmalschutzgesetz (DSchG) und in der Denkmalliste des Landes Rheinland-Pfalz eingetragen. Es liegt in der Schloßstraße 1.
Seit 2002 ist das Schloss Martinsburg Teil des UNESCO-Welterbes Oberes Mittelrheintal. Des Weiteren ist es ein geschütztes Kulturgut nach der Haager Konvention und mit dem blau-weißen Schutzzeichen gekennzeichnet.